# Carol Borja
Carol Borja (Morelia, Michoacán, 1979) es una artista feminista mexicana. Trabaja disciplinas como arte visual, sonoro y performance.
Estudió diseño gráfico en Morelia y se formó como Artista interMedia en la Academia de Bellas Artes de Budapest, en la cual fue becaria por el gobierno de ese país. Obtiene el grado de Master in International Performance Research (MAIPR) Erasmus Mundus por la Universidad de Warwick, Universidad de Ámsterdam en el 2011.

## Proyectos de Investigación
- El diseño gráfico aplicado al performance ¿Quiénes somos?, motivación a una actitud reflexiva hacia la sociedad.
- Advocating visibility for the mentally ill minority in Mexico: An adaptation of Sarah Kane's 4.48 psychosis to a mexican context.
- PSi Manifiesto Lexicon

## Obra
- 2014 - Adaptación de 4.48 Psychosis de Sarah Kane
- 2007 - Puttó (Séptimo Festival del Teatro de Pécs, Hungría)
- 2006 - Occasional Freedom (serie fotográfica, Festival de Tulca 2006)
- 2001 - ¿Quiénes Somos? (performance, Museo de Arte Contemporáneo Alfredo Zalce)

## Performance
- BEjetes (2007). Budapest, Hungría.Parte de la destrucción de dos billetes de 20 libras esterlinas, los cuales son despedazados hasta un nivel que los hace inútiles.
- Performance para rosas (2008). Es una serie de performances secretos, que pueden conceptualizarse dentro del tipo de arte invisible.
- BICENTENARIO (2010). Un billete conmemorativo simbólico del centenario o bicentenario de la revolución y la independencia de un país que tiene poco que celebrar. Una textura desleída y ajada como un país con 25 000 muertes por una guerra que no acaba ni se ganará.
- #AyotzinapaSomosTodos / Pienso donde no soy, soy donde no pienso (2014). Donde estudia, la construcción del yo a lo largo de la vida como un efecto dominó.
- Esperanza (2015). Donde la artista carga una vela y unos cerillos, realiza un recorrido, buscando la mirada de los espectadores, enterrando en la aureola de un árbol la vela, manteniendo la flama encendida, haciendo hincapié al dicho popular: "La esperanza muere al último".[3]

## Fotografía
Jetes / motor para ser  (Nombre para México) (2007). Proyecto foto-poético conceptualizado en Hungría, en este proyecto muestra la relación que tiene con los objetos y la comunicación entre ellos.